# Marta Lipińska
Marta Lipińska (ur. 14 maja 1940 w Borysławiu) – polska aktorka teatralna, radiowa, filmowa i telewizyjna.

## Życiorys
Ukończyła Liceum Ogólnokształcące im. Królowej Jadwigi w Warszawie. W 1962 została absolwentką Państwowej Wyższej Szkoły Teatralnej w Warszawie. Po ukończeniu studiów otrzymała angaż w Teatrze Współczesnym w Warszawie, gdzie zadebiutowała 22 lutego 1963 rolą Iriny w spektaklu Trzy siostry Czechowa w reżyserii Erwina Axera. Za występ w tej sztuce otrzymała nagrodę dla młodych aktorów na Festiwalu Sztuk Rosyjskich i Radzieckich w Katowicach. W latach 1991–1993 występowała także w warszawskim Teatrze Scena Prezentacje.
Podczas studiów rozpoczęła współpracę z Polskim Radiem. Najpierw występowała jako tytułowa bohaterka cyklicznej audycji Ewa i księżyc. W latach 1973–2002 występowała jako naiwna pani Eliza, beznadziejnie zakochana w panu Sułku (Krzysztof Kowalewski), w cyklu słuchowisk Jacka Janczarskiego Kocham pana, panie Sułku emitowanym w Programie III Polskiego Radia.
Jeszcze jako studentka szkoły teatralnej debiutowała w filmie rolą nieszczęśliwej ofiary pseudolekarza i hochsztaplerki udającej medium u Stanisława Różewicza w Głosie z tamtego świata (1962). Później raz jeszcze pojawiła się u Różewicza, tym razem w filmie Piekło i niebo (1966). Dwukrotnie wystąpiła w filmach Tadeusza Konwickiego: Salto (1965) w roli intrygującej Heleny i Dolina Issy (1982) jako Tekla Dilbinowa z Surkontów. Szerokiej widowni stała się znana z ról w filmach i serialach będących adaptacjami dzieł literackich; wystąpiła m.in. jako pani Helena Stawska w serialu Lalka (1977) oraz jako znerwicowana, ale pełna wyższych aspiracji żona właściciela majątku ziemskiego w serialu i filmie kinowym Nad Niemnem (1986). Telewizyjną popularność zdobyła również dzięki rolom serialowym: Zofii, złośliwej teściowej Karola Krawczyka w sitcomie Polsatu Miodowe lata (1998–2003) oraz Michałowej, gospodyni księdza na plebanii w Wilkowyjach w serialu komediowym TVP Ranczo (2006–2009, 2011–2016). Wystąpiła także jako matka Judyty w filmach na podstawie powieści Katarzyny Grocholi: Nigdy w życiu! (2004) i Ja wam pokażę! (2005).

## Życie prywatne
Pierwszym mężem aktorki był operator filmowy Krzysztof Winiewicz. Jej drugim mężem, od 1968 roku, jest aktor i reżyser teatralny Maciej Englert. Mają córkę Annę, kostiumografkę, absolwentkę Akademii Sztuk Pięknych oraz syna Michała, który został operatorem filmowym.

## Filmografia
- 1960: Lenin w Polsce jako Ulka (film nieukończony)[4]
- 1962: Głos z tamtego świata jako Urszula Choberska
- 1962: Czerwone berety jako pielęgniarka, dziewczyna Grzegorza
- 1962: Męczeństwo Piotra Ohey'a - jako córka Piotra Ohey'a[5]
- 1963: Wiano jako Ulka Kobuzówna
- 1963: Rozwodów nie będzie jako Alina Borowska (Zdarzenie I)
- 1965: Salto jako Helena, córka gospodarza i Marii
- 1965: Katastrofa jako Hanka, dziewczyna Grzegorza
- 1965: Gorąca linia jako Wrzosówna, narzeczona Witalisa
- 1966: Ściana Czarownic jako Magda
- 1966: Piekło i niebo jako anioł stróż Piotrusia
- 1970: Romantyczni jako Emilka
- 1972: Ogłoszenie matrymonialne jako „romantyczna” kandydatka
- 1972: Dary magów jako Dominika Tomala
- 1977: Lalka jako Helena Stawska
- 1982: Dolina Issy jako Tekla Dilbinowa z Surkontów, matka Tomaszka
- 1983: Synteza jako Zborowska, matka Eli i Piotra
- 1983: Adopcja jako sąsiadka matki Ani (odc. 1)
- 1984: Przybłęda jako matka Michała
- 1984: 5 dni z życia emeryta jako Jadwiga, córka Kaliny
- 1986: Nad Niemnem jako Emilia Korczyńska, żona Benedykta
- 1986: Nad Niemnem jako Emilia Korczyńska, żona Benedykta
- 1988: Powrót do Polski jako Helena Paderewska, żona Ignacego Jana
- 1989: Janka jako Aurelia, żona Bukara
- 1996: Opowieści weekendowe: Damski interes jako Anna, przyjaciółka Zofii
- 1996: Bar Atlantic jako pani Irena Zarębianka
- 1997: Boża podszewka jako Werflowa (odc. 9 i 10)
- 1998: Rodziców nie ma w domu jako pani Melania
- 1998–2003: Miodowe lata jako Zofia, matka Aliny
- 1999: Palce lizać jako Ropowa
- 2002: Miss mokrego podkoszulka jako pani Wiktoria, sąsiadka Władysława
- 2002: Superprodukcja jako mama Yanka
- 2004: Nigdy w życiu! jako matka Judyty
- 2004: Całkiem nowe lata miodowe jako Zofia, matka Aliny
- 2005–2006: M jak miłość jako Elżbieta Nowicka, żona Teodora
- 2006–2009, 2011–2016: Ranczo jako Michałowa, gospodyni księdza
- 2006: Ja wam pokażę! jako matka Judyty
- 2007: Ryś jako „Babunia”, szefowa suwalskiej mafii
- 2007: Ranczo Wilkowyje jako Michałowa, gospodyni księdza
- 2007: Ja wam pokażę! jako Hanna, matka Judyty
- 2008–2009: Niania jako doktor Sadowska
- 2009: Siostry jako siostra Lukrecja
- 2009: Popiełuszko. Wolność jest w nas jako Janina Jarzyna
- 2009–2013: Popiełuszko. Wolność jest w nas jako Janina Jarzyna
- 2010: Duch w dom jako babcia Ola, matka Leszka
- 2013: Stacja Warszawa jako Matka Boska
- 2015–2019: Dziewczyny ze Lwowa jako Zofia Nowakowa
- 2023: Uwierz w Mikołaja jako Sabina, pensjonariuszka Happy End

## Nagrody
- 1963: FSRiR w Katowicach – nagroda dla młodych aktorów za rolę Iriny w Trzech siostrach Czechowa, reż. Erwin Axer
- 1965: Złoty Kwiatek – nagroda studentów PW dla najlepszej aktorki roku
- 1967: Złoty Ekran za role: tytułową w Tani Aleksieja Arbuzowa i Wiery w Miesiącu na wsi Iwana Turgieniewa w Teatrze TV
- 1968: Nagroda Komitetu ds. PRiTV za osiągnięcia aktorskie w sztukach autorów rosyjskich i radzieckich prezentowanych przez Teatr TV
- 1969: Srebrna Maska – nagroda w plebiscycie czytelników „Expressu Wieczornego”
- 1969: IV miejsce w rankingu najlepszych aktorów teatru telewizyjnego „Panoramy Północy”
- 1970: Srebrna Maska – nagroda w plebiscycie czytelników „Expressu Wieczornego”
- 1987: Nagroda Prezydenta M. St. Warszawy za rolę Żony w sztuce Marka Koterskiego Życie wewnętrzne w reżyserii autora
- 1993: XXXII Rzeszowskie Spotkania Teatralne – Nagroda Publiczności za rolę Matki Laurencji w sztuce Hughe'a Whitmore’a Najlepsi z przyjaciół w reżyserii Macieja Englerta
- 1995: Nagroda Publiczności Festiwalu Sztuk Przyjemnych w Łodzi dla Najlepszej Aktorki za rolę Dotty Otley w sztuce Michael Frayna Czego nie widać, w reżyserii Macieja Englerta
- 2001: nominacja do Feliksów Warszawskich za rolę Alicji w Odwrocie Williama Nicholsona za sezon 2000/2001 w kategorii za najlepszą pierwszoplanową rolę kobiecą
- 2001: XL Rzeszowskie Spotkania Teatralne – nagroda w plebiscycie publiczności za najlepszą rolę kobiecą (Alicja w Odwrocie Williama Nicholsona, w reż. Macieja Englerta
- 2002: Nagroda Publiczności VIII Festiwalu Sztuk Przyjemnych w Łodzi dla Najlepszej Aktorki za rolę Alicji w sztuce Williama Nicholsona Odwrót w reżyserii Macieja Englerta
- 2004: Promenada Gwiazd w Międzyzdrojach – odciśnięcie dłoni
- 2004: Nagroda Publiczności dla Najlepszej Aktorki na Festiwalu Sztuk Przyjemnych i Nieprzyjemnych w Łodzi za rolę Betty w Namiętnej kobiecie Kay Mellor w reż. Macieja Englerta
- 2005: Wielki Splendor[6] – nagroda za wybitne role w Teatrze Polskiego Radia

## Odznaczenia
- 1977: Odznaka „Zasłużony Działacz Kultury”
- 1979: Złoty Krzyż Zasługi
- 2002: Krzyż Oficerski Orderu Odrodzenia Polski (za wybitne zasługi dla kultury polskiej)[7]
- 2010: Złoty Medal „Zasłużony Kulturze Gloria Artis”[8]